# She Can Have You
Singles de Tamar Braxton
Hot Sugar
(2013) Let Me Know
(2014)
She Can Have You est une chanson de la chanteuse Tamar Braxton, sortie le 5 décembre 2013. La chanson est le 1er single extrait de l'album Winter Loversland. Elle est écrite par Tamar Braxton, Tiyon Mack, Lashwan Daniels et composée par Youngfire et Andrew Lloyd.

## Composition
She Can Have You est un titre R&B qui parle de rupture.

## Vidéoclip
On y perçoit Tamar se disputer avec son petit ami et prise d'émotions, détruit le sapin de Noël. La vidéo peut être considérée comme un succès vu qu'elle a dépassé le un million de vues en quelques mois.

## Pistes et formats
Téléchargement légal
1. "She Can Have You"  - 3:39